# Amden
Amden est une commune suisse du canton de Saint-Gall, située dans la circonscription électorale de See-Gaster, et comprenant plusieurs hameaux.

## Monuments et curiosités
L'église paroissiale Saint-Gall fut fondée au XIIIe siècle et sa nef prolongée en 1794. Elle présente un vaisseau allongé avec clocher surmontant le chœur. Des rénovations ont été effectuées en 1923. Chaque année une crèche avec un environnement naturel monumental est visitable jusqu'à fin janvier.
Gmür-Haus à Vorderächern est une maison seigneuriale construite dans la première moitié du XIXe siècle en style toggenbourgeois. Elle est le lieu d'origine de l'une des branches de la famille Gmür et contient quelques portraits de famille datant du XVIIIe siècle.
La ruine de Strahlegg est une tour de guet romaine dont la partie supérieure du mur ouest remonte au Moyen Age. Elle se situe au sud d'Amden près de la rive du lac de Walenstadt.

Photo aérienne prise à 500 m par Walter Mittelholzer (1923).
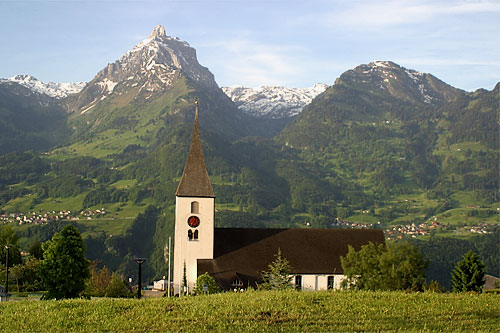
L'église Saint-Gall, avec en arrière plan le Mürtschenstock (en) à gauche, et le Nüenchamm à droite.

## Cyclisme
La 5e étape du Tour de Suisse 2016 est arrivée à Amden après une courte étape de 162,8 km et cette ascension finale de 10 km. Pieter Weening a remporté cette étape en échappée tandis que Wilco Kelderman ravissait le maillot de leader à Pierre Latour.

## Personnalités
- Michael von der Heide (Eurovision 2010, "Il pleut de l'or")